# 草莓小蛋糕 (單曲)
《草莓小蛋糕》（日语：ショートケーキ）是日本偶像柏木由紀的獨立出道單曲，於2013年2月6日由YukiRing發售。

## 概要
柏木是繼板野友美、前田敦子、岩佐美咲、渡邊麻友、指原莉乃和河西智美後第7位獨立出道的AKB48成員。
本單曲以初回盤A、B、C、通常盤A、B、C、劇場盤的7種形式發售。
2012年12月31日深夜開始至翌年1月1日凌晨播放的《CDTV Special 除首映夕Live 2012→2013》（TBS）中初次在電視台披露。
此外，劇場盤中收錄了柏木憧憬的偶像，前早安少女組。成員石川梨華的訪問声軌。

## 活動
本作的Type-A/B/C的初回盤購買者可得到封入的應募卡，可参加2013年2月17日在東京國際論壇 大廳A中舉行的「柏木由紀 1st單曲發售活動&2nd獨唱Live 〜睡著或醒著的YUKIRIN世界〜 」（夢中にさせちゃうぞっ!）的抽選。
還有，只限Seven Net Shopping限定發售的劇場盤中有個別握手会的参加券。握手会共於三地舉辦，首先是發售日的2013年2月6日在東京，3月30日在大阪，3月31日在名古屋舉行。

## 收錄曲

### 初回盤&通常盤Type-A
CD
1. 草莓小蛋糕（ショートケーキ） [4:38]
（作詞：秋元康、作曲・編曲：YUMA）
  - 東京電視台系劇集《蜜愛莉諾柏木》主題歌
2. 即使如此也不流淚（それでも泣かない） [4:43]
（作詞：秋元康、作曲：川崎里実、編曲：五十嵐“IGAO”淳一）
  - 東京電視台系劇集《蜜愛莉諾柏木》插曲
3. 變成櫻花樹 Acoustic Ver. feat. 押尾光太郎（桜の木になろう）[5:29]
（作詞：秋元康、作曲：横健介、編曲：押尾光太郎）
AKB48歌曲的獨唱版本。
4. 草莓小蛋糕（Instrumental）
5. 即使如此也不流淚（Instrumental）
6. 變成櫻花樹 Acoustic Ver. feat. 押尾光太郎（Instrumental）

DVD
1. 草莓小蛋糕 Music Video
2. 来柏木由紀的鹿児島!?（柏木由紀の鹿児島くる!?）

特典（初回分）
- TRADE CARD（トレーディングカード）（全6種其中1種隨機封入）
- 活動應募券（2013年2月17日東京國際論壇 大廳A舉行。）

### 初回盤&通常盤Type-B
CD
1. 草莓小蛋糕
2. 即使如此也不流淚
3. 未来橋 [5:07]
（作詞：秋元康、作曲：吉野貴雄、編曲：五十嵐“IGAO”淳一）
4. 草莓小蛋糕（Instrumental）
5. 即使如此也不流淚（Instrumental）
6. 未来橋（Instrumental）

DVD
1. 草莓小蛋糕 Music Video
2. Yukirin的鹿兒島美食報告（ゆきりんの鹿児島グルメレポート）

特典（初回分）
- TRADE CARD（全6種其中1種隨機封入）
- 活動應募券（2013年2月17日東京國際論壇 大廳A舉行。）

### 初回盤&通常盤Type-C
CD
1. 草莓小蛋糕
2. 即使如此也不流淚
3. 同窗會之後（クラス会の後で） [4:41]
（作詞：秋元康、作曲：小網準、編曲：酒井陽一）
4. 草莓小蛋糕（Instrumental）
5. 即使如此也不流淚（Instrumental）
6. 同窗會之後（Instrumental）

DVD
1. 草莓小蛋糕 Music Video
2. 由紀日和

特典（初回分）
- TRADE CARD（全6種其中1種隨機封入）
- 活動應募券（2013年2月17日東京國際論壇 大廳A舉行。）

### 劇場盤
CD
1. 草莓小蛋糕
2. 即使如此也不流淚
3. 嫉妒之拳（ジェラシーパンチ）
（作詞：秋元康、作曲：COZ、編曲：酒井陽一）
4. 草莓小蛋糕（Instrumental）
5. 即屬如此也不流淚（Instrumental）
6. 嫉妒之拳（Instrumental）
7. 柏木由紀×石川梨華（Special Interview）

## 外部連結
- YukiRing官方網站 （页面存档备份，存于）
- YouTube上的柏木由紀 草莓小蛋糕 MV